# Saihou Sarr
Saihou Sarr (16 agosto 1951) è un ex calciatore gambiano, di ruolo attaccante.

## Biografia
Anche suo figlio Baboucarr è un calciatore.

## Carriera

### Giocatore

#### Club
Sarr cominciò a giocare per i norvegesi del Mjøndalen a partire da aprile 1976, con un accordo che prevedeva anche un programma di studi. Soprannominato Mjøndalens sorte perle (in italiano, la perla nera di Mjøndalen), diventò uno dei primi calciatori di colore del campionato norvegese e fu per questo più volte bersagliato da cori razzisti.

#### Nazionale
Sarr giocò per la nazionale gambiana.

### Dopo il ritiro
Terminata l'esperienza al Mjøndalen, tornò in Gambia. Nel 1987, mentre si trovava in vacanza in Norvegia, la Norges Fotballforbund gli offrì un incarico manageriale al suo interno, che Sarr accettò.